# Hallmeter
O hallmeter ou indicador de mistura é um instrumento que permite o monitoramento da proporção oxigênio/combustível na queima do motor. O funcionamento desse instrumento é simples: ele recebe informações da sonda lambda (correntes elétricas que variam de aproximadamente 100 a 900 mV) que acende os LEDs nele existentes.
Geralmente, o indicador de mistura tem uma escala com três classificações: rica, ideal e pobre (rich, stoich e lean). Cada escala consiste em cerca de seis LEDs, dependendo da marca do instrumento. Há também indicadores de mistura digitais, que mostram a tensão em números num visor de LCD.
O aparelho é usado com frequência em carros preparados (turbo, aspirado e nitro), pois essas preparações envolvem modificações na relação da mistura, que deve ser monitorada com frequência para evitar perda de desempenho, aumento do consumo e até a quebra do motor.
Se a proporção da mistura estiver errada, seja ela rica demais ou pobre, o motor será altamente prejudicado. A mistura rica causa grande emissão de poluentes, já que não há oxigênio suficiente para queimar completamente o combustível e isso gera a formação do indesejável CO, no lugar do CO2. Uma mistura pobre causa sobreaquecimento, elevando o risco de quebra do motor.
Embora não seja muito utilizado em carros sem modificações no motor, pode ser útil para diagnosticar problemas antes de encaminhar ao mecânico. Se não se tem um hallmeter, pode-se usar um multímetro.
Lembra-se, nesse caso, que a sonda lambda envia sinais em forma de energia elétrica (corrente contínua), então, se se ligar um dos fios do multímetro no fio da sonda e o outro no bloco do motor (terra), ele estará fazendo o papel do hallmeter, apenas abrindo mão da facilidade da visualização através de leds.
Atualmente no mercado, existem várias fabricantes de instrumentos: Cronomac, ODG, BeastRacing, Orlan Rober, Guster Racing entre outras.